# Miembro fantasma
El síndrome del miembro fantasma es la percepción de sensaciones de que un miembro amputado todavía está conectado al cuerpo y está funcionando con el resto de este; se solía creer que esto se debía a que el cerebro seguía recibiendo mensajes de los nervios que originalmente llevaban los impulsos desde el miembro perdido. Sin embargo, la explicación más posible hoy en día consiste en que el cerebro sigue teniendo un área dedicada al miembro amputado por lo que el paciente sigue sintiéndolo: ante la ausencia de estímulos de entrada que corrijan el estado del miembro, el área genera por su cuenta las sensaciones que considera coherentes. 
Entre el 50 y 80% de las personas amputadas experimentan estas sensaciones fantasmas en su miembro amputado, y la mayoría de estas personas dice que las sensaciones son dolorosas. Las sensaciones fantasmas también puede ocurrir después de quitarse otras partes del cuerpo y no necesariamente un miembro, por ejemplo después de quitarse un seno, un diente (dolor del diente fantasma), o un ojo.

## Causas
Se desconoce la causa exacta del síndrome del miembro fantasma. Se presume que las sensaciones se deben al intento del cerebro por reorganizar la información sensorial que sigue a la amputación. Esencialmente, el cerebro debe "renovar los cables por sí mismo" para ajustarse a los cambios en el cuerpo.

## Factores de riesgo
Los factores que incrementan las probabilidades de desarrollar síndrome del miembro fantasma son:
- Dolor de pre-amputación. Un paciente que tenga dolor en el miembro antes de ser amputado tiene más probabilidad de experimentar dolor fantasma posteriormente.
- Coágulo sanguíneo en el miembro amputado.
- Infección en el miembro antes de la amputación.
- Daño previo en la médula espinal o en los nervios periféricos que abastecían al miembro afectado.

## Síntomas
Los síntomas ocurren en las personas a las que se les ha amputado un miembro y a las que nacieron sin un miembro. Los síntomas se perciben en un miembro que no existe, e incluyen los síntomas siguientes: 
- Dolor.
- Sensación de que el miembro aún está unido y funcionando normalmente.
- Entumecimiento del miembro amputado
- Hormigueo
- Sensación de deformidad
- Sensación de frío y calor.

## Diagnóstico
Después de una amputación, es importante decirle a su médico si experimenta dolor u otras sensaciones. El tratamiento más temprano por lo general mejora las probabilidades de éxito.
No hay prueba médica para diagnosticar el dolor fantasma. Su médico tomará un historial clínico, le hará un examen físico y en especial querrá saber acerca de las señales, síntomas y circunstancias que ocurrieron antes y después de la amputación del miembro.

## Tratamiento
Afortunadamente, la mayoría de los casos de dolor fantasma después de una amputación son breves y poco frecuentes. Para los pacientes que padecen dolor persistente, el tratamiento puede ser desafiante, manejándolo con medicamentos para el dolor.

## Medicamentos
Los medicamentos seleccionados para tratar el dolor del miembro fantasma incluyen: 
- Antidepresivos: usualmente tratan la depresión, pero pueden ser útiles contra el dolor del miembro fantasma en dosis más bajas.
- Anticonvulsivos: usualmente para controlar los ataques, pero también pueden ser útiles en este caso.
- Clorpromazina: usualmente trata la esquizofrenia, pero también puede ser útil en este caso.
- Opiáceos: poderosos analgésicos (por ejemplo, la morfina).
- Clonidina: usualmente trata la presión arterial alta, pero es útil con el dolor generado en el cerebro.
- Baclofeno: relajante muscular y usado para tratar el dolor por daño nervioso.

## Relaciones con el control de los músculos y prótesis
En 2016, un estudio en 11 amputados transradiales identificó una relación significativa entre la intensidad de la sensación del miembro fantasma y la capacidad de controlar los músculos remanentes (medidos por análisis de aprendizaje automático de señales de electromiografía de superficie). Este resultado sugiere que una mayor intensidad de la sensibilidad de la extremidad fantasma puede estar relacionada con la preservación del enlace con los músculos y con una mejor integración con las extremidades protésicas biónicas
.

## Estimulación nerviosa eléctrica
Existe evidencia para sugerir que estimular los nervios o regiones del cerebro involucradas en el dolor puede ayudar a algunos pacientes. Ejemplos incluyen: 
- Estimulación nerviosa eléctrica transcutánea (TENS): se envía una pequeña corriente eléctrica a través de la piel hacia puntos en el camino nervioso
- Estimulación magnética transcraneal: este es un procedimiento experimental que involucra un fuerte impulso magnético a través del cuero cabelludo hacia adentro del cerebro (proporciona sólo alivio temporal)
- Estimulación de la médula espinal: se inserta un electrodo y se aplica una pequeña corriente eléctrica en la médula espinal para aliviar el dolor